# Velino
Velino − rzeka we Włoszech, na Półwyspie Apenińskim, dopływ Nery.